# Vashti Cunningham
Vashti Cunningham (Las Vegas, 18 gennaio 1998) è un'altista statunitense, campionessa mondiale indoor a Portland 2016.
È la figlia dell'ex giocatore di football americano Randall Cunningham.

## Progressione

### Salto in alto
| Stagione | Misura | Luogo      | Data      | Rank. Mond. |
| -------- | ------ | ---------- | --------- | ----------- |
| 2018     | 1,96 m | Londra     | 15-7-2018 |             |
| 2017     | 1,99 m | Sacramento | 23-6-2017 | 4ª          |
| 2016     | 1,97 m | Eugene     | 3-7-2016  | 9ª          |
| 2015     | 1,96 m | Edmonton   | 1-8-2015  | 9ª          |
| 2014     | 1,90 m | Palo Verde | 17-5-2014 | 39ª         |
| 2013     | 1,83 m | Las Vegas  | 27-4-2013 |             |
| 2012     | 1,73 m | Norwalk    | 22-6-2012 |             |
| 2011     | 1,66 m | San Diego  | 24-6-2011 |             |

### Salto in alto indoor
| Stagione | Misura | Luogo       | Data      | Rank. Mond. |
| -------- | ------ | ----------- | --------- | ----------- |
| 2018/19  | 1,96 m | New York    | 23-2-2019 |             |
| 2017/18  | 1,97 m | Albuquerque | 18-2-2018 |             |
| 2016/17  | 1,96 m | Albuquerque | 5-3-2017  | 5ª          |
| 2015/16  | 1,99 m | Portland    | 12-3-2016 | 1ª          |

## Palmarès
| Anno | Manifestazione        | Sede           | Evento        | Risultato | Prestazione | Note                                                  |
| ---- | --------------------- | -------------- | ------------- | --------- | ----------- | ----------------------------------------------------- |
| 2015 | Panamericani juniores | Edmonton       | Salto in alto | Oro       | 1,96 m      | Record dei campionati · Miglior prestazione personale |
| 2016 | Mondiali indoor       | Portland       | Salto in alto | Oro       | 1,96 m      |                                                       |
| 2016 | Giochi olimpici       | Rio de Janeiro | Salto in alto | 13ª       | 1,88 m      |                                                       |
| 2017 | Mondiali              | Londra         | Salto in alto | 10ª       | 1,92 m      |                                                       |
| 2018 | Mondiali indoor       | Birmingham     | Salto in alto | Argento   | 1,93 m      |                                                       |
| 2019 | Mondiali              | Doha           | Salto in alto | Bronzo    | 2,00 m      | Miglior prestazione personale                         |
| 2021 | Giochi olimpici       | Tokyo          | Salto in alto | 6ª        | 1,96 m      |                                                       |
| 2022 | Mondiali              | Eugene         | Salto in alto | 18ª (q)   | 1,86 m      |                                                       |
| 2022 | Campionati NACAC      | Freeport       | Salto in alto | Oro       | 1,92 m      | Record dei campionati                                 |
| 2023 | Mondiali              | Budapest       | Salto in alto | 11ª       | 1,90 m      |                                                       |
| 2024 | Giochi olimpici       | Parigi         | Salto in alto | 5ª        | 1,95 m      |                                                       |
| 2025 | Mondiali indoor       | Nanchino       | Salto in alto | 10ª       | 1,85 m      |                                                       |

## Campionati nazionali
- 2 volte campionessa nazionale del salto in alto (2017, 2018)
- 4 volte campionessa nazionale indoor del salto in alto (2016, 2017, 2018, 2019)

2016
- Oro ai campionati statunitensi indoor (Portland), salto in alto - 1,99 m
- Argento ai campionati statunitensi (Eugene), salto in alto - 1,97 m

2017
- Oro ai campionati statunitensi indoor (Albuquerque), salto in alto - 1,96 m
- Oro ai campionati statunitensi (Sacramento), salto in alto - 1,99 m

2018
- Oro ai campionati statunitensi indoor (Albuquerque), salto in alto - 1,97 m
- Oro ai campionati statunitensi (Des Moines), salto in alto - 1,95 m

2019
- Oro ai campionati statunitensi indoor (New York), salto in alto - 1,96 m